# Stand Up for Love
Stand Up for Love è l'ultimo singolo del girl group statunitense Destiny's Child, pubblicato il 27 settembre 2005 come unico estratto dalla raccolta di greatest hits # 1's. 
La canzone è stata adoperata come "inno della Giornata Mondiale del Bambino 2005" prendendo il titolo Stand Up for Love (2005 World Children’s Day Anthem) e utilizzata in collaborazione con la McDonald's House Charities per sensibilizzare l'opinione pubblica su questa giornata.
Il singolo fu il primo e unico del gruppo a non esordire nella Billboard Hot 100.

## Descrizione
Stand Up for Love è stata composta e arrangiata da David Foster, che ne è stato anche coautore insieme alla figlia Amy Foster-Gillies. Foster ha prodotto il brano insieme a Humberto Gatica, che ha curato anche l'ingegnerizzazione e il missaggio. Foster si è ispirato nello scrivere Stand Up for Love ai bambini e le famiglie in condizioni di povertà che ricevono fondi da organizzazioni caritatevoli.
Intervistata nella trasmissione MTV News, il membro delle Destiny's Child, Beyoncé, ha ammesso di aver voluto registrare la canzone per le persone che aiutano le famiglie impoverite. Ha poi aggiunto: "I bambini che abbiamo incontrato non hanno idea di quanto ci abbiano dato. Volevamo registrare questa canzone per loro, nella speranza che la gente sentisse la loro voce attraverso la nostra". In un'intervista rilasciata a Out, Michelle Williams ha spiegato che la canzone è la sua "preferita" del progetto discografico e ha continuato a descriverla come "una delle migliori canzoni che abbiamo fatto collettivamente", sottolineando la passione messa dalle tre cantanti nell'interpretazione vocale.

## Video musicale
Il video di Stand Up for Love è stato diretto da Matthew Rolston e caricato sul canale YouTube delle cantanti.

## Tracce
Testi e musiche di David Foster, Amy Foster-Gillies, musiche di David Foster e Humberto Gatica.
1. Stand Up for Love – 4:46

## Riconoscimenti
- MTV Video Music Awards Japan[7]
  - 2006 – Candidatura al miglior video R&B

- NAACP Image Award[8]
  - 2006 – Candidatura al miglior video